# Kazuhito Yamashita
Kazuhito Yamashita (Nagasaki, 1961) é um guitarrista clássico japonês.
O guitarrista japonês Kazuhito Yamashita, começou a estudar violão aos oito anos de idade com seu pai, Toru Yamashita. Em 1972, onze anos, idade, ele ganhou a Kyushu Guitar Competition. Quatro anos depois, ele recebeu o primeiro prêmio no All Japan Guitar Competition. Em 1977, ele ganhou três importantes competições internacionais - o Ramirez na Espanha, o Alessandria na Itália e na Radio France Paris competition, sendo o mais jovem vencedor registrado.
Em 1978, Yamashita fez sua estreia no Japão, e no ano seguinte, viajou para a Europa. Embora ainda na casa dos vinte anos, ele fez suas primeiras aparições no Canadá (Toronto International Guitar Festival), o E.U.A. e Grã-Bretanha e deu um recital a solo no Musikverein (Grosser Saal), em Viena. Ele deu recitais solo em salas de concertos em todo o mundo, como o Lincoln Center e foi realizado com uma variedade de orquestras e maestros na Europa, América do Norte e Ásia. Em 1989, o Casals Hall de Tóquio, considerado um dos melhores auditórios do mundo, apresentou uma série chamada The World of Kazuhito Yamashita, que inclui sete concertos em 12 meses. O ponto alto dos shows foi de 24 Castelnuovo-Tedesco Caprichos de Goya em uma única apresentação. A série concluída com seis sonatas e partitas de Bach durante duas noites consecutivas, considerando uma série foi continuada em 1994 e 1999.